# Bactrocera rubella
Bactrocera rubella
 es una especie de insecto díptero que Hardy describió científicamente por primera vez en 1973. Esta especie pertenece al género Bactrocera de la familia Tephritidae. Esta especie como plaga agrícola ha sido atacada por los agricultores en Tailandia.